# Гильфанов, Марат Равильевич
Марат Равильевич Гильфанов (род. 18 июля 1962, Казань) — советский, российский учёный-астрофизик, академик РАН (2022).

## Биография
Родился 18 июля 1962 года в г. Казань.
Окончил физико-математическую школу № 131 (учитель математики Т. И. Шаронова, 1979), Московский физико-технический институт (факультет проблем физики и энергетики, 1985), аспирантуру МФТИ (1988).
Доктор физико-математических наук (1996). Принадлежит к научной школе Зельдовича-Сюняева.
Академик Российской академии наук (2022), почётный член Академии наук Республики Татарстан (2010).
Профессор по специальности «астрофизика и звёздная астрономия» (Высшая аттестационная комиссия, 2010). Ведущий научный сотрудник Института космических исследований РАН, сотрудник Института астрофизики Общества им. Макса Планка (Германия), экстраординарный профессор Амстердамского университета (Нидерланды). Член Международного астрономического союза, ассоциированный член (Комитета по космическим исследованиям (КОСПАР), член редколлегии журнала Journal of Cosmology and Astroparticle Physics.
Специалист в области астрофизики высоких энергий и рентгеновской астрономии, работающий на стыке теории и экспериментальной и наблюдательной астрофизики. Один из лидеров анализа и интерпретации данных рентгеновской обсерватории РЕНТГЕН (на модуле КВАНТ советского орбитального комплекса «Мир») и международной орбитальной обсерватории «Гранат». Ассоциированный учёный космологического спутника «Планк» (Европейское космическое агентство, ЕКА). Является одним из научных лидеров перспективной международной орбитальной астрофизической обсерватории «Спектр-РГ».
Один из ведущих и результативных российских астрофизиков. Автор более 300 работ. По данным NASA/Astrophysics Data System (ADS) на 2017 год: число цитирований — более 9700, индекс Хирша — 49.
Под его руководством защитили диссертации 15 аспирантов.

## Важнейшие научные результаты
М. Р. Гильфанов — автор широко цитируемых работ по физическим процессам в окрестности аккрецирующих нейтронных звёзд и чёрных дыр, анализу их переменности, диагностике пограничного слоя у поверхности нейтронной звезды и определению природы компактного объекта (чёрная дыра или нейтронная звезда) по спектральным характеристикам его рентгеновского излучения.
Работы по диффузии химических элементов и резонансному рассеянию фотонов в горячем межгалактическом газе в настоящее время используются при интерпретации данных наблюдений скоплений галактик орбитальными рентгеновскими обсерваториями Chandra (НАСА) и XMM-Newton (ЕКА).
По данным спутника Chandra построил функцию светимости рентгеновских источников во внешних галактиках, предложил и откалибровал метод измерения темпа звездообразования по рентгеновскому излучению галактик, получил зависимость числа массивных рентгеновских двойных от возраста звёздного населения, обнаружил в центре галактики Туманность Андромеды ранее неизвестную популяцию маломассивных рентгеновских двойных, образовавшихся в результате динамического взаимодействия одиночных и двойных звёзд с компактными объектами в среде с высокой плотностью звёздного населения.
Получил наблюдательные ограничения на вклад различных типов аккрецирующих белых карликов в производство сверхновых типа Ia — «стандартных свечей» (объектов, светимость которых известна) современной космологии.
В последние годы активно занимается исследованием крупномасштабной структуры и роста сверхмассивных чёрных дыр во Вселенной методами рентгеновской астрономии, является одним из пионеров исследования флуктуаций космического рентгеновского фона и использования этих данных для задач космологии.